# Legacy of the Beast World Tour
Legacy of the Beast World Tour es una gira de conciertos de la agrupación británica Iron Maiden, en soporte del juego para móviles del mismo nombre publicado por la banda en 2017. Rod Smallwood reveló que los conciertos y la escenografía contarían con "una serie de mundos diferentes pero entrelazados, con un setlist que abarcará una amplia selección de material de los años 1980 con un puñado de sorpresas de álbumes posteriores".

## Bandas soporte

### 2018
- Killswitch Engage
- Sabaton
- Gojira
- Rhapsody of Fire
- The Raven Age
- Tremonti

### 2019
- The Raven Age
- Fozzy
- Rage In My Eyes
- Serpentor

## Fechas
| Europa                   |                  |                 |                                  |
| 26 de mayo de 2018       | Tallin           | Estonia         | Saku Arena                       |
| 28 de mayo de 2018       | Helsinki         | Finlandia       | Hartwall Arena                   |
| 29 de mayo de 2018       | Helsinki         | Finlandia       | Hartwall Arena                   |
| 1 de junio de 2018       | Estocolmo        | Suecia          | Tele2 Arena                      |
| 3 de junio de 2018       | Trondheim        | Noruega         | Dahls Arena                      |
| 5 de junio de 2018       | Copenhageue      | Dinamarca       | Royal Arena                      |
| 7 de junio de 2018       | Norje            | Suecia          | Sweden Rock Festival             |
| 9 de junio de 2018       | Munich           | Alemania        | Königsplatz                      |
| 10 de junio de 2018      | Hanover          | Alemania        | Expo Plaza                       |
| 13 de junio de 2018      | Berlín           | Alemania        | Waldbühne                        |
| 16 de junio de 2018      | Florencia        | Italia          | Visarno Arena                    |
| 17 de junio de 2018      | Nickelsdorf      | Austria         | Pannonia Fields II               |
| 20 de junio de 2018      | Praga            | República Checa | Letňany Airport                  |
| 22 de junio de 2018      | Dessel           | Bélgica         | Festivalpark Stenehei            |
| 24 de junio de 2018      | Clisson          | Francia         | Val de Moine                     |
| 26 de junio de 2018      | Ginebra          | Suiza           | SEG Geneva Arena                 |
| 28 de junio de 2018      | Sopron           | Hungría         | Lővér Camping Site               |
| 30 de junio de 2018      | Friburgo         | Alemania        | Messe                            |
| 1 de julio de 2018       | Arnhem           | Países Bajos    | GelreDome                        |
| 5 de julio de 2018       | París            | Francia         | AccorHotels Arena                |
| 6 de julio de 2018       | París            | Francia         | AccorHotels Arena                |
| 9 de julio de 2018       | Milán            | Italia          | San Siro Ippodromo               |
| 10 de julio de 2018      | Zürich           | Suiza           | Hallenstadion                    |
| 13 de julio de 2018      | Lisboa           | Portugal        | Altice Arena                     |
| 14 de julio de 2018      | Madrid           | España          | Wanda Metropolitano              |
| 17 de julio de 2018      | Trieste          | Italia          | Piazza Unità d'Italia            |
| 20 de julio de 2018      | Atenas           | Grecia          | Terra Vibe Park                  |
| 22 de julio de 2018      | Plovdiv          | Bulgaria        | Plovdiv Stadium                  |
| 24 de julio de 2018      | Zagreb           | Croacia         | Arena Zagreb                     |
| 27 de julio de 2018      | Krakovia         | Polonia         | Tauron Arena                     |
| 28 de julio de 2018      | Krakovia         | Polonia         | Tauron Arena                     |
| 31 de julio de 2018      | Newcastle        | Inglaterra      | Metro Radio Arena                |
| 2 de agosto de 2018      | Belfast          | Irlanda         | SSE Arena                        |
| 4 de agosto de 2018      | Aberdeen         | Inglaterra      | Exhibition and Conference Centre |
| 6 de agosto de 2018      | Mánchester       | Inglaterra      | Manchester Arena                 |
| 7 de agosto de 2018      | Birmingham       | Inglaterra      | Genting Arena                    |
| 10 de agosto de 2018     | Londres          | Inglaterra      | The O2 Arena                     |
| 11 de agosto de 2018     | Londres          | Inglaterra      | The O2 Arena                     |
| Norteamérica             |                  |                 |                                  |
| 18 de julio de 2019      | Sunrise          | Estados Unidos  | BB&T Center                      |
| 20 de julio de 2019      | Atlanta          | Estados Unidos  | Cellairis Amphitheatre           |
| 22 de julio de 2019      | Charlotte        | Estados Unidos  | PNC Music Pavilion               |
| 24 de julio de 2019      | Bristow          | Estados Unidos  | Jiffy Lube Live                  |
| 26 de julio de 2019      | Brooklyn         | Estados Unidos  | Barclays Center                  |
| 27 de julio de 2019      | Brooklyn         | Estados Unidos  | Barclays Center                  |
| 30 de julio de 2019      | Philadelphia     | Estados Unidos  | Wells Fargo Center               |
| 1 de agosto de 2019      | Mansfield        | Estados Unidos  | Xfinity Center                   |
| 3 de agosto de 2019      | Hartford         | Estados Unidos  | Xfinity Theatre                  |
| 5 de agosto de 2019      | Montreal         | Canadá          | Bell Centre                      |
| 7 de agosto de 2019      | Quebec           | Canadá          | Videotron Centre                 |
| 9 de agosto de 2019      | Toronto          | Canadá          | Budweiser Stage                  |
| 10 de agosto de 2019     | Toronto          | Canadá          | Budweiser Stage                  |
| 13 de agosto de 2019     | Buffalo          | Estados Unidos  | KeyBank Center                   |
| 15 de agosto de 2019     | Cincinnati       | Estados Unidos  | Riverbend Music Center           |
| 17 de agosto de 2019     | Pittsburgh       | Estados Unidos  | PPG Paints Arena                 |
| 19 de agosto de 2019     | Nashville        | Estados Unidos  | Bridgestone Arena                |
| 22 de agosto de 2019     | Tinley Park      | Estados Unidos  | Hollywood Casino Amphitheatre    |
| 24 de agosto de 2019     | Noblesville      | Estados Unidos  | Ruoff Home Mortgage Music Center |
| 26 de agosto de 2019     | Saint Paul       | Estados Unidos  | Xcel Energy Center               |
| 28 de agosto de 2019     | Winnipeg         | Canadá          | Bell MTS Place                   |
| 30 de agosto de 2019     | Edmonton         | Canadá          | Rogers Place                     |
| 31 de agosto de 2019     | Calgary          | Canadá          | Scotiabank Saddledome            |
| 3 de septiembre de 2019  | Vancouver        | Canadá          | Rogers Arena                     |
| 5 de septiembre de 2019  | Tacoma           | Estados Unidos  | Tacoma Dome                      |
| 6 de septiembre de 2019  | Portland         | Estados Unidos  | Moda Center                      |
| 9 de septiembre de 2019  | Sacramento       | Estados Unidos  | Golden 1 Center                  |
| 10 de septiembre de 2019 | Oakland          | Estados Unidos  | Oakland Arena                    |
| 13 de septiembre de 2019 | Las Vegas        | Estados Unidos  | MGM Grand Garden Arena           |
| 14 de septiembre de 2019 | Los Ángeles      | Estados Unidos  | Banc of California Stadium       |
| 17 de septiembre de 2019 | Phoenix          | Estados Unidos  | Talking Stick Resort Arena       |
| 19 de septiembre de 2019 | Albuquerque      | Estados Unidos  | Isleta Amphitheater              |
| 21 de septiembre de 2019 | Dallas           | Estados Unidos  | Dos Equis Pavilion               |
| 22 de septiembre de 2019 | The Woodlands    | Estados Unidos  | Cynthia Woods Mitchell Pavilion  |
| 25 de septiembre de 2019 | San Antonio      | Estados Unidos  | AT&T Center                      |
| 27 de septiembre de 2019 | Ciudad de México | México          | Palacio de los Deportes          |
| 29 de septiembre de 2019 | Ciudad de México | México          | Palacio de los Deportes          |
| 30 de septiembre de 2019 | Ciudad de México | México          | Palacio de los Deportes          |
| Sudamérica               |                  |                 |                                  |
| 4 de octubre de 2019     | Río de Janeiro   | Brasil          | City of Rock                     |
| 6 de octubre de 2019     | São Paulo        | Brasil          | Estádio do Morumbi               |
| 9 de octubre de 2019     | Porto Alegre     | Brasil          | Arena do Grêmio                  |
| 12 de octubre de 2019    | Buenos Aires     | Argentina       | Estadio José Amalfitani          |
| 14 de octubre de 2019    | Santiago         | Chile           | Movistar Arena                   |
| 15 de octubre de 2019    | Santiago         | Chile           | Estadio Nacional                 |

## Lista de canciones
- "Aces High"
- "Where Eagle Dare"
- "2 Minutes To Midnight"
- "The Clansman"
- "The Trooper"
- "Revelations"
- "For the Greater Good of God"
- "The Wicker Man"
- "Sign of the Cross"
- "Flight of Icarus"
- "Fear of The Dark"
- "The Number of the Beast"
- "Iron Maiden"
- "The Evil That Men Do"
- "Hallowed Be Thy Name"
- "Run To the Hills"